# گمینا تارنوف اوپولسکی
گمینا تارنوف اوپولسکی (به لهستانی:  Gmina Tarnów Opolski) یک گمینا در لهستان است که در شهرستان اوپوله واقع شده‌است. گمینا تارنوف اوپولسکی ۸۱٫۶ کیلومتر مربع مساحت و ۹٬۹۴۳ نفر جمعیت دارد.